# Samuel T. Durrance
Samuel Thornton Durrance (Tallahassee, Florida, 1943. szeptember 17. – Viera, Florida, 2023. május 5.) amerikai tudós, űrhajós.

## Életpálya
1974-ben a California State University keretében asztro-geofizikából doktorált. 1980-ban az University of Colorado keretében megvédte doktori diplomáját (Ph.D.). A Johns Hopkins Egyetemen (Baltimore) vezető kutatója. Az ASTRO-program keretében átfogóan részt vett a megvalósításban (fejlesztés, optikai- és mechanikai tervezés, kivitelezés, integráció).
1984. június 20-tól a Lyndon B. Johnson Űrközpontban részesült űrhajóskiképzésben. Tudományos érdeklődési körébe tartozik a Naprendszer eredete és fejlődése, a bolygók keresése más csillagok körül, bolygó csillagászat, nukleáris fizika, adaptív optika, űrhajós műveletek és az élet eredetének vizsgálata.
Kiképzett űrhajósként tagja volt az STS–35 támogató (tanácsadó, problémamegoldó) csapatának. Két űrszolgálata alatt összesen 25 napot, 14 órát és 13 percet (614 óra) töltött a világűrben.
Űrhajós pályafutását 1995. március 18-án fejezte be. A Tudományos és Technológiai Faisat igazgatója. 2000-től a floridai Űrkutatási Intézet (KSC) igazgatója.

## Űrrepülések
- STS–61–E űrrepülés kijelölt rakományfelelőse (ASTRO specialista). A Challenger-katasztrófát követően törölték a tervezett csillagászati ASTRO–1 programot.
- STS–35, a Columbia űrrepülőgép 10. repülésének rakományfelelőse (ASTRO specialista). Első űrszolgálata alatt összesen 8 napot, 23 órát, 05 percet és 8 másodpercet töltött a világűrben. 6 000 658 kilométert (3 728 636 mérföldet) repült, 144 alkalommal kerülte meg a Földet.
- STS–67, a Endeavour űrrepülőgép 8. repülésének rakományfelelőse (ASTRO specialista). Az ASTRO–2 csillagászati űreszköz kutatási programjának segítése. Második űrszolgálata alatt összesen 16 napot, 15 órát és 8 percet (399 óra) töltött a világűrben. 11 100 000 kilométert (6 900 000 mérföldet) repült, 262 kerülte meg a Földet.